# Jesse Lee Reno

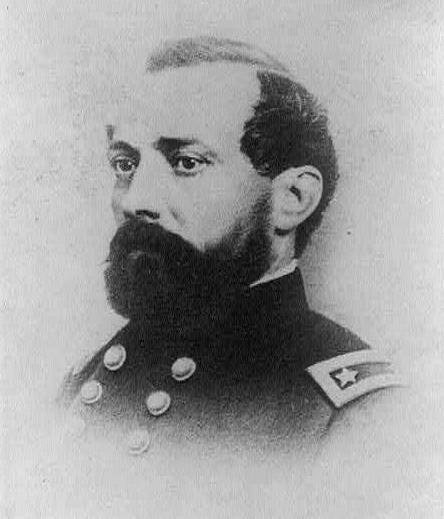
Jesse Lee Reno

Jesse Lee Reno (* 20. April 1823 oder 20. Juni 1823 in Wheeling, West Virginia; † 14. September 1862 bei Boonsboro, Maryland) war ein US-amerikanischer General, der auf Seiten des US-Heeres im Sezessionskrieg kämpfte und in der Schlacht am South Mountain fiel. Vorher hatte er im Mexikanisch-Amerikanischen Krieg und im Utah-Krieg gedient.

## Frühes Leben
Reno war das dritte von acht Kindern der Eheleute Lewis Thomas und Rebecca (Quinby) Reno. Seine Vorfahren hatten den Familiennamen „Renault“ 1770 anglisiert, als sie aus Frankreich eingewandert waren. Die Familie zog um 1832 in die Gegend von Franklin, Pennsylvania. Er verbrachte dort seine Kindheit.
Reno wurde 1842 an die Militärakademie in West Point, New York berufen und schloss sie 1846 als achter von 59 ab.
Er war im selben Jahrgang wie George B. McClellan, George Pickett, Darius N. Couch, Ambrose Powell Hill und George Stoneman.
Reno und Thomas J. „Stonewall“ Jackson wurden in West Point enge Freunde. Nach dem Abschluss des Studiums wurde Reno der Artillerie zugewiesen.

## Mexikanisch-Amerikanischer Krieg
Während des Mexikanisch-Amerikanischen Krieges führte Reno 1847 eine Artilleriebatterie und wurde für seine Tapferkeit in den Schlachten bei Cerro Gordo und Chapultepec zum Brevet-Rang eines Leutnants und eines Hauptmanns befördert. Bei Chapultepec wurde er verwundet.
Nach dem Krieg war Reno von Januar bis Juli 1849 Dozent für Mathematik an der Militärakademie in West Point. Anschließend leitete er eine Arbeitsgruppe, die ein Ausbildungsprogramm für die schwere Artillerie erarbeiten sollte. Von 1851 bis 1853 arbeitete Reno als Dezernent im Waffenamt des Kriegsministeriums in Washington, D.C. Am 3. März 1853 wurde er zum Oberleutnant befördert und führte anschließend eine Landvermessung von der Mündung des Big Sioux Rivers nach Mendota, Minnesota durch. Am 1. November 1853 heiratete er Mary Blanes Cross, mit der er fünf Kinder hatte.
Reno wurde 1854 als Nachschuboffizier zum Frankford Arsenal, nordöstlich von Philadelphia versetzt. Während des Utah-Krieges war er der für den Nachschub verantwortliche Offizier unter dem Kommando Oberst Albert Sydney Johnstons.
Nach seiner Rückkehr aus Utah übernahm Reno das Kommando über das Mount Vernon Arsenal nahe Mount Vernon, Alabama. Am 1. Juli 1860 wurde er zum Hauptmann befördert. Eine Woche bevor Alabama aus der Union austrat, am 4. Januar 1861, musste Reno das Arsenal an Staatsmilizen übergeben und geriet in Gefangenschaft.

## Bürgerkrieg
Eine Woche später wurde Reno ausgetauscht und blieb bis Ende November 1861 Kommandant des Nachschubdepots in Fort Leavenworth, Kansas. Am 12. November 1861 wurde er zum Brigadegeneral der Freiwilligenorganisation befördert und übernahm das Kommando über eine Brigade. Reno nahm mit dieser Brigade an Generalmajor Ambrose Burnsides North-Carolina-Expedition teil und blieb nach dem erfolgreichen Abschluss der Expedition als Brigadekommandeur im neu eingerichteten Wehrbereich North Carolina. Am 2. April 1862 wurde er zum Divisionskommandeur ernannt und am 18. Juli 1862 zum Generalmajor befördert (diese Beförderung wurde am 9. März 1863 posthum bestätigt). Die Division wurde am 22. Juli 1862 dem IX. Korps unter Burnsides Führung unterstellt. Dieses Korps unterstand zunächst Generalmajor McClellans Potomac-Armee. Am 3. August wurde es Popes Virginia-Armee unterstellt. Im Nordvirginia-Feldzug führte Reno das IX. Korps in der zweiten Schlacht am Bull Run und beim Gefecht bei Chantilly.
Reno hatte den Ruf, ein Soldat der Soldaten gewesen zu sein. Er kämpfte oft ohne Zeichen eines Ranges Seite an Seite mit seinen Soldaten. Am 12. September 1862 verbrachte Renos IX. Korps den Tag in Frederick (Maryland), als die Potomac-Armee unter Maj. Gen. George B. McClellan gegen die konföderierte Nord-Virginia-Armee unter Gen. Robert E. Lee ausrückte. Teile von Lees Armee verteidigten drei niedrigliegende „gaps“ (Strunkpässe): Crampton’s Gap, Turner’s Gap und Fox’s Gap. Am 14. September wurde Reno bei Fox’s Gap von einem Unionssoldaten in die Brust geschossen, der ihn mit einem Feind verwechselt hatte. Auf einer Bahre liegend wurde er in die Kommandostelle Brig. Gen. Samuel Davis Sturgis gebracht. Mit klarer Stimme soll er zu diesem gesagt haben: „Hallo, Sam, ich bin tot!“ Sturgis, West-Point-Absolvent von 1846, konnte es nicht glauben und dachte an einen Scherz, da Reno mit so klarer Stimme sprach. Reno sagte daraufhin: „Ja, ja ich bin tot, leb wohl!“. Minuten später war er tot. In seinem offiziellen Bericht schrieb der CSA-General Daniel Harvey Hill „The Yankees on their side lost General Reno, a renegade Virginian, who was killed by a happy shot from the Twenty-third North Carolina.“ (Die Yankees auf ihrer Seite verloren General Reno, ein abtrünniger Virginier, der von einem glücklichen Schuss von der dreiundzwanzigsten North Carolina getötet wurde).
Am 9. April 1867 wurde er im Oak Hill Cemetery (Washington, D.C.) in Georgetown (Washington, D.C.) bestattet.

## Erinnerung
Ein Sohn, Conrad Reno, wurde Anwalt in Boston, Massachusetts. Ein anderer Sohn, Jesse W. Reno, studierte an der Lehigh University und erfand den ersten Fahrstuhl.
1889 errichteten Veteranen des IX. Korps ein Monument an der Stelle, wo Reno gefallen war. Die Straße, die zu diesem Monument führt, heißt Reno Monument Road.
Die Städte Reno (Nevada), El Reno (Oklahoma), Reno, Pennsylvania und das Reno County, Kansas sind nach ihm benannt.